# エクスドライバー
『エクスドライバー』（eX-Driver）は、漫画家藤島康介が企画・原案・キャラクター原案を担当したOVA作品、及びこの作品に登場する架空の職業。2000年に全6巻がバンダイビジュアルより発売された。
2002年に日活系劇場で『エクスドライバー the Movie』と題してOVAシリーズの数年前にあった事件と後日談が映画化された（上映前の注意事項アナウンスは、遠藤ローナ役の浅田葉子が担当した）。
劇中に登場する実在する車の排気音、走行音は全て実際の車両から収録された本物の音声が使用されている。
映画版では、自動車の走行シーンの多くがCGで描かれた。

## 概要
人類の進歩で技術は進みそれは自動車も例外ではない。
かつて19世紀後半にガソリンを燃料とする内燃機関が発明され、その後も様々な燃料を使用できる自動車の発明がなされた。
内燃機関が排出する排気ガスも歴史と共にクリーンになっていき、運転者の操作を補助する機構も日々進歩している。
本作は近未来(21世紀末期)に、その技術が進みいつしか人間が「車」を「運転」するという概念がなくなりコンピュータにより完全管理された
自動運転車である電気自動車「AIカー」が行先を告げるだけで目的地に連れて行ってくれる便利で快適なものに進歩している時代というのが物語の舞台である。
「AIカー」はコンピュータにより管理されており通常であれば事故などは起こりえないが、それでもコンピュータの不良・故障・セキュリティホールなどが原因で暴走事故が起こってしまう。さらには悪意を持った人物が犯罪を行う目的でクラッキングを行い意図的に暴走事故を起こしたり、AIカーを使用した公道レースをする目的で自分の意志で違法な改造を行う者もいる。こういった事例に対処する為にAIカーを使用するのは事実上困難であり、コンピュータに管理されてない車、すなわち人間が運転する事によって動く車を使用するしかない。しかし、人が運転する事を捨ててしまった世界において、車の運転をできるものは特殊な能力者と言える存在である。そこで、生まれつき天才的なドライビング能力又はライディング能力を持つ人間を選抜試験を課した上で合格者に「エクスドライバーライセンス」もしくは「エクスライダーライセンス」と言われる免許を交付しライセンスを受けた人物は「エクスドライバー」もしくは「エクスライダー」と呼ばれライセンス保持者は暴走するAIカーを止める業務に従事する事になる。出動指令が出ると、エクスドライバー達は自分の為にチューンされたガソリン車に乗り込み、運転技術をフルに活かしてその任務にあたる。ライセンス取得に年齢制限はない為、若年のライセンス取得者は学校に通う合間に任務をこなす。エクスドライバーを統括する組織は世界規模の組織で各国に本部や支部を有し、人材交流も活発でエクスドライバーの人事異動が国を跨ぐ場合もある。この時代では特殊技能となった運転技術を持つ者としてでなくその地域のヒーローと言える存在になっている。本作OVAでは日本の東京湾岸地区に面した、とある支部が舞台である。

## 作品設定・用語
- 現代より、およそ100年後の近未来の世界の話（劇中の描写からOVA1話は2099年7月11日[1]）
- エクスドライバー以外にも任務にオートバイを使用する「エクスライダー」も存在する。職務はエクスドライバーと同様。
- 通常であればAIカーは車体四隅のセンサーを物理的に壊すか、センサー部を被膜する事で強制的に停車させられる。
- エクスドライバーたちはスモークマインと呼ばれる特殊な煙幕でAIカーのGPS機能を封じた後、カンプピストルに粘着性のある被膜弾を使用しセンサーを皮膜し封じる事が多い。
- エクスライダーはAIカーのセンサーを封じる場合にカンプピストルだけでなく電磁警棒を使用し物理的にセンサーを損傷させる手法も使う。
- 挿入部で人が降りたあと駐車場に設置された専用の端子が自動で飛び出て｢充電中｣と表示されたシーンが存在すること、また第1話でリサが｢燃料電池が切れるまで走り続ける｣と言っていたことからAIカーは電気自動車(おそらくFCEV)と思われる。
- エクスドライバーには本部や他の支部があるらしいが詳細は不明。本作OVAでは宗方圭が隊長を務める東京の西側湾岸地区の一部を担当する支部（OVA第一話の最初の暴走事故は横浜の本牧埠頭付近で発生）のみしか出ていない。
- 本来カーバトルやカーチェイスが主流のストーリーではないが、任務の状況とストーリーの進行によっては描かれる。
- FAとは「フリー・エージェント（ライセンス）」の略。どこの基地にも所属せず、自らの意思で活動しAIカーの暴走を阻止するドライバー、もしくはライダーのこと。
- AIカーと違い、ガソリンカーは自動運転に必要な特殊なセンサーを持っていない。

## 登場人物

### 主要人物
菅野 走一（すがの そういち）
声 - 小林由美子
登場車種：ケーターハム・スーパーセブンJPE / 車体色：イエロー
本作の主人公。12歳。イギリス・ケント州出身の帰国少年。頭脳明晰、飛び級して、高校に転入。少年（お子様）特有の根拠の無い自信を持っているので、チョッとナマイキに見えるが、物事に真摯に打ち込む姿勢には好感がもてたりする。
自分の愛車であるスーパーセブンは自分で整備をするほどの腕を持っている、理沙の運転を見て（彼女のドラテクは車に負担をかける）小川さん泣かせと呼んでいた、OVA.3ではケインからは「ローナとの相性がばっちり」といわれた事に顔を赤くしていた。
風呂を覗いたり、女性の胸（特にローナやレイ）を意識するなど男の子らしい面がある。OVA.4ではレイにリンスを持ってきてくれと頼まれるも彼女のブラジャーを持ってしまい理沙とローナに下着泥棒と間違われた挙句全裸で出てきたレイを見て気絶し鼻血を出していた。
ストーリー終盤（OVA.5・6）では完全な整備が出来ていないまま理沙とローナを傷つけた相手に怒りを覚え敵討ちに向かうものの失敗に終わりスーパーセブンを大破おまけに肩を負傷するが宗方に代わって奨とバトルをする。しかし任務が入り園児たちを救出したところを奨が見て彼自身が負けを認め勝利する。
ケーターハム・スーパーセブンJPEに乗る、基地併設の訓練用コースではミゼットIIを運転していた。
榊野 理沙（さかきの りさ）
声 - 長沢美樹
登場車種：スバル・GC8型インプレッサ（車体色：ソニックブルー・マイカ、輸出仕様の左ハンドル、WRC99モデル）、ランチア・ストラトス・プロトティーポ / 車体色：ブルー
本作の準主人公。17歳。単刀直入で直情型な少女。物事を深く考えたり悩んだりはせず、常に前へ進もうとする。結構男っぽい性格だが、型にはまった事は苦手で、とにかく1分1秒を無駄にしたくないタイプ。全てにおいて“自分を超える男”をずっと待ち望んでおり、子供嫌いの性格もある。勉強は苦手。走一からは呼び捨てにされている。
インプレッサが第一話の任務中に暴走AIカーの攻撃により物理的・電気的に修復不能となったためストラトスに乗りかえる。。だが最初は無理に運転させたため走一から「車が泣いてたぜ」「もっと車の声を聴いてやれ」など注意を受けていた。その後は使いこなし走一を仲間として認めてゆく。
ストーリ終盤（OVA.5・6）では正体不明の暴走ガソリン車を止めるため相手の挑発に乗り、任務には失敗し、愛車のストラトスを大破させてしまい打撲と額を二針縫う重傷を負う。だが復活と共に任務が入り園児たちを救出したところを奨が見て彼自身が負けを認め勝利する。

遠藤 ローナ（えんどう ローナ）
声 - 浅田葉子
登場車種：ロータス・ヨーロッパ・スペシャル / 車体色：ホワイト
17歳。おっとり型で、考えているようで何も考えていない時がある天然タイプ。スタイルもよく巨乳の持ち主でもある。世の中の流行を追いかけたりするのは苦手で、常に、自分のペースで動く。走一からは「さん」付けで呼ばれている。
物事をうまく整理してしゃべるのが苦手なので、本人の中では整合性があっても他の人には、「いきなり何言ってんの？」ととられがち。頭は良く、本当ならば、大学へ行ける学力があるにもかかわらず本人はいたってマイペース。
ロータス・ヨーロッパに乗っているが彼女らしくなく壊してしまう場面もある、ストーリーの終盤（OVA.5・6）では重傷を負った理沙を助けるため愛車のヨーロッパを大破させてしまう。その後は病院送りになってしまった理沙を送るため付き添っていたが復活した理沙と共に任務が入り園児たちを救出したところを奨が見て彼自身が負けを認め勝利する。
宗方 圭（むなかた けい）
声 - 石塚運昇
登場車種：ロータス・イレブン
理沙たちが所属する支部の隊長。ローナからは「おじいさま」と呼ばれている。またパイプのタバコを吸っている。ストーリー終盤(OVA.5・6)では藤堂奨とカーバトルをしようとするが小川にバラされ走一がいくことになる。
Nina&Rei Danger Zoneにも登場。このときはアメリカ合衆国ロサンゼルス支部の隊長として勤務していた。
ニナ・A・サンダー（ニナ・アンナ・サンダー）
声 - 根谷美智子
登場車種：マツダ・NA6CE型ユーノス・ロードスターNOPRO GT300仕様 / 車体色：クリスタルホワイト
チューニングメニュー：NOPRO製フルエアロ、13B型ロータリーエンジン換装（ツインチャージャー+NOS仕様）など
宗方率いるエクスドライバーチームの一員。OVA本編では基地からの管制が主な業務。レイとは古くからの知人。レイからは「相変わらず白しか着ないのね」といわれるくらい白い服と白いハイヒール（スピンオフではブーツ）に白いロードスターというとにかく白尽くめのファッション、そして綺麗なスタイルが特徴。藤堂奨とはかつての仕事仲間だった。
最終話では現役時代を含めロードスターも登場する、また客席ではパラソルを広げ水着（白のビキニ）姿で赤いV字の水着をつけたレイと一緒に登場している。
Nina&Rei Danger Zoneではレイと共にエクスドライバーとして活躍していた、当時はローナ同様人気の高いエクスドライバーでもあった。
途中物語では怪しい物影や愛車の小型AIカーの存在に気付き一人でマークのアジトに乗り込むが催眠ガスで眠らされリボンで縛り付けられ監禁される、しかし助けに来たレイに救出される。
自分の愛車にレイが勝手にチューニングをしてスーパーチャージャー仕様になっていた。当麻を追跡した際にはターボチャージャーまで追加していた事が明らかとなっている。しかし実際はレイ曰く「この車は未完成だった」とのことでストーリー終盤本当の意味で完成した車が力を発揮（この際にNOS装備とロータリーエンジンへのスワップまで行われていた事が明言される）して事件は解決する。
風間 レイ（かざま レイ）
声 - 金月真美
登場車種（バイク）：ドゥカティ・900 SUPERSPORT
FAのエクスライダーOVA.4から登場。ニナとは古くからの知人。セクシーな体型で巨乳の持ち主ローナのとき同様走一は意識していた。ニナからは「フェロモンむき出しのセンスは相変わらず」といわれるほどセクシーな格好が強調される。
バイクの整備をしているところに走一がやってきて一緒に整備をしていたが結局全部彼にやらせて走りも身体も鍛えさせられていた。緊急事態のときは走一を後部座席に乗せて出動していたこともあり走一に愛用のバイクを運転させ暴走車両を緊急停止させた。
藤堂奨とはかつての仕事仲間、最終話では奨は彼女に救われる。
Nina&Rei Danger Zoneではニナの車の助手席に乗りナビゲーターとして活躍するが、当時は現在のように人気は薄く理沙と同じ立場だった。格好もセクシーな服装ではなく地味だった。また愛車のドゥカティ・SSは一切登場しない。

### その他人物
あきら
声 - 松本梨香
OVA.1に登場した小学生で、理沙のことをおばさんと呼んでいた。調子のいい性格。
山崎先生
声 - 立木文彦
OVA.1から登場。なんでも遅刻が多く肥満な体型を持つ男性教師で、自転車に乗って出勤している。
オペレーター
声 - 宮田幸季
OVA.1から登場。本名不詳。かなりのんきな性格。本名を言おうとしたが邪魔されて結局不明のままになる。
小川さん
声 - 真殿光昭
OVA.2から登場。エクスドライバーに所属するメカニックで、優しい性格の持ち主。「バラしの小川」の異名を持っている。レイのバイクを直に触れてみたかったのだが結局はさせてもらえなかった。
最終話では宗方のイレブンをバラし足止めをしていた。決戦の前日小川に「どんなことをしても最善の手を尽くせ」といったため文字通り最善の手を尽くしイレブンをバラすことにした。
女子生徒 / 男子生徒（大柄と小柄）
声 - 水橋かおり
OVA.2から登場。ローナたちと同じ山崎先生のクラスで、女子生徒のほうは口の利き方が悪い。ストーリー終盤海に行く約束をしたが正体不明のガソリンカーの暴走で理沙が重傷を負い、最終話のエンディングで基地のコースで他のクラスメイトと一緒にバーベキューをすることになった。
ケイン 時岡
声 - 置鮎龍太郎
OVA.3に登場した宇宙一の敏腕プロデューサー。過去にグランプリをとっている大物で、当初はローナを気に入り彼女を主役に番組作りをしたために影で理沙や走一からは「任務に集中できないから取材を中止したほうがいい」と批判を受けていた（もちろんケイン自身は知らない）。
OVA.3のストーリー終盤AIカーの暴走を食い止める理沙たちを撮影するものの自分たちのAIトレーラーの暴走に気づき、なぜか｢彼ら（エクスドライバー）は（暴走事故解決の）プロ、そして我々も（TV放送制作の）プロ｣と言って撮影を再開しローナ自身を主役にではなく三人を主役にした番組を作り直して彼女たちの仕事の大変さを伝える事ができた。
なお彼はthe Movieにも登場する。
女性スタッフ
声 - 間宮くるみ
OVA.3に登場したメイク担当のスタッフ。
同乗者
声 - 土屋利秀
OVA.3に登場した男性。AIの車に乗っていた。
ディレクター
声 - 小田木美恵
OVA.3に登場した眼鏡をかけた女性ディレクター。
藤堂 奨
声 - 三木眞一郎
登場車種：ケーターハム・スーパーセブンR500R / 車体色：ブラック・イエロー
OVA.5・6に登場した、ガソリンカーの男たちを従え理沙たちを潰そうとした事件の首謀者で、スーパーセブンR500Rに乗る。かつてニナ・レイとはエクスドライバーの同僚だったが自分の力に過信を覚え、自分こそ一流のドライバーと信じ込みかつての上司、宗方と衝突しエクスドライバーを辞めた。彼の目的は街の支配とAIカー。宗方たちへ復讐するため宗方に代わって走一が製油工場跡地で最後のバトルを挑まれる。
結果走一とレイに左前輪のサスペンションの損傷を見破られ、理沙たちの命をかけた仕事ぶりを見て敗北を認め、レイと共に仕事へ復帰する意思を見せる。
暴走中、彼が遠隔操作で給油用のセミトレーラーで給油をしていた。エンディングの声の出演のテロップには三木の名前は一切無かった。また三木自身はthe Movieにも出演している。
猿山 悟
声 - 山岸功
登場車種：トヨタ・ZZW30型MR-S（TOM'SチューンMR-S外装仕様） / 車体色：スーパーレッド
チューニングメニュー：MR-S用TOM'S製パーツ、TOM'Sエンブレム、カーボンボンネットなど
OVA.5・6に登場。理沙を病院送りにした上に彼女たちの愛車を大破させた帽子をかぶった男。マシンは、(エンジンルームの描写が1ZZ-FEエンジンであることからSW型MR2ではなく)トムス仕様のMR-S(w123レプリカ)の外装にハードトップを組み込んだものと思われる。最終話で砂山に埋もれて負ける。
沙悟 学
声 - 小尾元政
登場車種：マツダ・FD3S型RX-7 Type R（RE雨宮仕様） / 車体色：ピュアホワイト
チューニングメニュー：RE雨宮パーツ、GTウィング、リトラクタブルライト固定化など
OVA.5・6に登場。理沙を病院送りにした上に彼女たちの愛車を大破させたサングラスの男。ロータリー車に乗っている。最終話で砂場に落ちて敗北。
八戒 太
声 - 花輪英司
登場車種：トヨタ・JZA80型スープラ / 車体色：スーパーレッドIV
チューニングメニュー：TRDパーツ、ノーマルウィングなど
OVA.5・6に登場。理沙を病院送りにした上に彼女たちの愛車を大破させた太った男。最終話オイルの配管に突っ込みオイルまみれになって負ける。
園児たち
OVA.6に登場、暴走したAIの通園バスに乗っていた子どもたち。救われるところを見ていた奨は自分の負けと今までの過ちを認め手を差し伸べたレイの手を握り仕事へ復帰する事を示した。
当麻
声 - 立木文彦
Nina&Rei Danger zoneに登場した男性オペレーター。しかしその正体はAIカーの存在を強制的に認めさせようとしてニナたちを潰そうとした一連の事件の容疑者だった。ニナとレイの小さな人形を乗せた超小型AIカーのロードスターを開発、マークを利用し彼女たちを調べていた。
終盤爆発に巻き込まれて二人が死んだと思い込んで油断していたとき、生きている事を知り逃亡を図るため巨大AIカーを暴走させニナとレイをロードスターごと潰そうとしたが、空港まで追いつかれ逃走用のAIの飛行機に完成したニナのチューニングカーの作戦勝ちで巨大AIカーをぶつけられ大爆発を起こしすべて失敗に終わり、御用となった。
マーク
声 - 千葉繁
同じくNina&Rei Danger zoneに登場したエクスドライバーマニアの男。とっても気持ち悪い性格で小型AIカーの放送中継車を使ってニナやレイたちの行動を確認していた。ニナを罠にはめて監禁しようとしたが目を覚ました彼女に股間を蹴られ救出に来たレイに拳を入れられ恥ずかしいお仕置きを受ける羽目になった。

## OVA各話サブタイトル・あらすじ
- 第1話 「AI vs RECIPRO（エーアイ vs レシプロ）」
  - エクスドライバーのコンビである理沙とローナ。二人に言い寄ってきたナンパ男をあしらう為に取った行動が新たな暴走車両事件を招いてしまった。事件解決に手をやく二人の前にあらわれた者とは。
- 第2話 「ON AND ON（恐怖の報酬）」
  - 新たなエクスドライバーの参入に否定的な理沙。そんな中起きる暴走車両事件。その車両に積まれているのは理沙にとっては事件解決を躊躇わせるほどのもので！？
- 第3話 「NO PROBLEM（真実の姿）」
  - エクスドライバーにTV局の取材依頼が入った。自分の活躍を取り上げて欲しい理沙。しかし、人気レポーター・ケイン時岡がクローズアップしたのはローナであった。面白くない理沙と取材に乗り気でない走一。チームワークの危機！？
- 第4話 「EX RIDER（恋のレギュレーション）」
  - いつもどおり暴走車両の停車任務についていたエクスドライバーチームの前に現れた一人のライダー・風間レイ。彼女の存在に振り回されるリサと走一。そんな二人からレイもまた何かを感じとる。
- 第5話 「CROSSROADS（とまらない暴走）」
  - 理沙とローナは一台の暴走車両を停止させた。しかし、その車両は無人で遠隔操作で故意に暴走させられたものだった！暴走を仕組んだ者とは…。
- 最終話 「THE LAST MILE（最後の戦い）」
  - 走一たちの前に現れた かつてのエクスドライバー・藤堂奘。己の運転技術こそ一流だと信じる彼と仲間たちに対立する現在のエクスドライバー達。彼らの闘いに決着は着くのか？

## スタッフ
- 企画・原案・キャラクター原案 - 藤島康介
- 監督 - 川越淳
- シリーズ構成・脚本 - 藤田伸三
- キャラクターデザイン - 浜崎賢一
- EXカーデザイン - 村田俊治
- メカデザイン - 高倉武史、きむらひでふみ（第1話）
- 総作画監督 - 浜崎賢一（第1話）
- 作画監督 - 松本文男（第2話・第4話）、植田洋一（第3話・第6話）、村田俊治（第5話）
- メカ総作画監督 - 水村良男（第2話）
- メカ作画監督 - 水村良男（第1話・第3話 - 第6話）、鈴木多摩（第2話）
- 絵コンテ - 村田雅彦（第2話）、篠原俊哉（第4話）、矢野博之（第5話）
- 演出 - 村田雅彦（第2話）、篠原俊哉（第4話）、下司泰弘（第5話）
- 美術監督 - 河野次郎
- 色彩設計 - 浅井聡子
- 撮影監督 - 宇津畑隆
- 編集 - 田熊純
- 音楽 - JAM Project、七瀬光
- 音楽プロデューサー - 井上俊次
- 音響監督 - 亀山俊樹
- スーパーバイザー - 松本健（第4話 - 第6話）
- プロデューサー - 松本健（第1話 - 第3話）→湯川淳（第4話 - 第6話）、田中渉、片桐剛（第1話 - 第3話）
- エグゼクティブプロデューサー - 川城和実、畠山和夫、宮本政敏（第1話 - 第3話）→加藤博（第4話 - 第6話）
- アニメーション制作 - アクタス
- 製作 - バンダイビジュアル、電通、ジェンコ、フェイス（第1話 - 第3話）→アクタス（第4話 - 第6話）

## 主題歌
オープニングテーマ
「疾風になれ」
作詞 - 椎名可憐 / 作曲 - 千沢仁 / 編曲 - 河野陽吾 / 歌 - JAM Project featuring 松本梨香、影山ヒロノブ
エンディングテーマ
「狙撃手（スナイパー）」
作詞 - 椎名可憐 / 作曲 - 宮島律子 / 編曲 - 百万元 / 歌 - MILK
「アコギな二人旅だぜ!!」（第5話のみ）
作詞・作曲・歌 - 影山ヒロノブ、遠藤正明 / 編曲 - 須藤賢一
挿入歌
「DESTINY」（第1話・第6話）
作詞 - 椎名可憐 / 作曲 - 坂下正俊 / 編曲 - 飯塚昌明 / 歌 - 遠藤正明
「It's Emotion」（第2話）
作詞 - 椎名可憐 / 作曲 - M Rie / 編曲 - 河野陽吾 / 歌 - M Rie
「Maria」（第3話）
作詞 - 椎名可憐 / 作曲 - M Rie / 編曲 - 須藤賢一 / 歌 - M Rie
「ex-Rider」（第4話）
作詞・作曲・編曲 - 須藤賢一 / 歌 - ASAKO

## エクスドライバー Clip
2000年10月21日に公開された。主人公三人にスポットを当てたミュージッククリップ。同時上映は『ああっ女神さまっ 劇場版』。

## Nina&Rei Danger Zone
2002年4月20日に公開された映画作品。上映時間：27分。同時上映は後述のエクスドライバー the Movie。OVA本編の数年前のエクスドライバーアメリカ合衆国ロサンゼルス支部で起こった事件を描いたストーリー。

### あらすじ
当時ロサンゼルスでエクスドライバーとして活躍していたニナとレイの二人だが、不思議な暴走事故が頻発していた。管制システムが暴走車を感知するが暴走車の姿はなく「見えない暴走車」と呼ばれていた。二人は事件の解決へ奔走する。

### 声の出演
- ニナ・A・サンダー：根谷美智子
- 風間レイ：金月真美
- 宗方圭：石塚運昇
- マーク：千葉繁
- 当麻：立木文彦
- セス：利田優子
- 吉田孝
- 栗山浩一
- 木村雅史
- 岩城由奈
- 木川絵理子
- ワタナベシンイチ
- 群衆シーン出演協力：マウスプロモーション

### スタッフ（Nina&Rei Danger Zone）
- 企画・原案・キャラクター原案 - 藤島康介
- 監督 - ワタナベシンイチ
- 脚本 - 佐藤和浩
- キャラクターデザイン - 伊藤岳史、浜崎賢一、初見浩一
- メカデザイン - 高倉武史
- 演出 - 甚大塚、粟井重紀
- 作画監督 - 宇田川一彦
- メカ作画監督 - 丹羽恭利
- 色彩設定 - 浅井聡子
- 美術監督 - 宮前光春、北村よし子
- 撮影監督 - 渡辺英俊
- 3D監督 - 作野賢一郎
- 編集 - 田熊純
- 音響監督 - 亀山俊樹
- 音楽 - 七瀬光
- エグゼクティブ・プロデューサー - 川城和実、気賀純夫、加藤博
- プロデューサー - 松本健、田中渉、山東学
- アニメーションプロデューサー - 南喜長
- 配給 - 日活
- アニメーション制作 - アクタス
- 製作 - バンダイビジュアル、電通、ジェンコ、アクタス

### 主題歌（Nina&Rei Danger Zone）
- 主題歌「TARGET」
  - 作詞 - 椎名可憐 / 作曲 - 宮島律子 / 編曲 - 須藤賢一 / 歌 - MILK

## エクスドライバー the Movie
2002年4月20日に公開された映画作品。上映時間：62分。

### あらすじ
世界中の人々のヒーローであるエクスドライバーの祭典であるエクスドライバー世界大会がアメリカ合衆国のロサンゼルス郡サンタモニカで開催されようとしていた。世界各国から国内地域予選を勝ち抜いた七カ国計八台（開催国のアメリカは二台の出場が許可）による決勝レースや各種イベントが予定されていた。しかし、大会の裏である事件が起きようとしていた。

### 声の出演
- 菅野走一：小林由美子
- 榊野理沙：長沢美樹
- 遠藤ローナ：浅田葉子
- アンジェラ・ガンビーノ：沢城みゆき
- リコ・ガンビーノ：津嘉山正種
- ワン：塩屋浩三
- ケイン時岡：置鮎龍太郎
- ジョー：島田敏
- ケリー：三石琴乃
- デビット：高木渉
- ラルフ：三木眞一郎
- マイケル：鈴村健一
- フィッツ：乃村健次
- 吉田孝
- 佐藤晴男
- 西前忠久
- 飯島肇
- 吉田裕秋
- 栗山浩一
- 清水敏孝
- 佐々木健
- 小田木美恵
- 木川絵理子
- 群衆シーン出演協力：マウスプロモーション

### スタッフ（the Movie）
- 企画・原案・キャラクター原案 - 藤島康介
- エクゼクティブプロデューサー - 川城和実、気賀純夫、加藤博
- プロデューサー - 湯川淳、田中渉、山東学
- アニメーションプロデューサー - 南喜長
- 監督 - 西森章
- 副監督 - 渡邊哲哉
- 脚本 - 藤田伸三、望月武
- キャラクターデザイン - 伊藤岳史、浜崎賢一
- メカデザイン - 高倉武史
- 作画監督 - 伊藤岳史
- メカ作画監督 - 水村良男
- スーパーバイザー - 川越淳
- 美術監督 - 宮前光春、北村よし子
- 色彩設定 - 浅井聡子
- 3D監督 - 作野賢一郎
- 撮影監督 - 杉浦充
- 編集 - 田熊純
- 音楽プロデューサー - 井上俊次
- 音楽 - 七瀬光
- 音響監督 - 亀山俊樹
- 配給 - 日活
- アニメーション制作 - アクタス
- 製作 - バンダイビジュアル、電通、ジェンコ、アクタス

### 主題歌（the Movie）
主題歌「crucial spirits」
作詞 - 椎名可憐 / 作曲 - M Rie / 編曲 - 河野陽吾 / 歌 - MILK
挿入歌「LET ME GO!」
作詞 - Chang Jung / 作曲・編曲 - 河野陽吾 / 歌 - 遠藤正明

## その他関連メディア

### ドラマCD
エクスドライバー IDOL AS MISSION ～アイドルという任務～
（LACA-5027、2001年発売）
OVA3話から4話の間に起こったストーリー
エクスドライバーの活躍を描いたTVを見た、怪しい自称敏腕プロデューサーがローナに芸能界デビューを持ちかける。

### 小説
エクスドライバー ROAD TO PRIDE
角川スニーカー文庫から発売。著者はあもんひろし。イラストは浜崎賢一、小林博明OVA2話から3話の間に起こったストーリー
そのころ、一部のAIカーのオーナーの間で、違法な運航プログラムや高出力モーターを搭載したAIカーの違法な公道レースが密かに開催されようとしていた。
1. エクスドライバー ROAD TO PRIDE 1 2001年3月1日初版発行 ISBN 4-04-425501-6

続刊予定だったが2巻以降、現在まで未発売